# 黑瑟尔
黑瑟尔是德国下萨克森州的一个市镇。总面积44.00平方公里，总人口4104人，其中男性2060人，女性2044人（2011年12月31日），人口密度93人/平方公里。